# جورج توسکا
جورج توسکا (انگلیسی: George Tuska؛ ۲۶ آوریل ۱۹۱۶ - ۱۶ اکتبر ۲۰۰۹)، یک قلم‌زن و جوهرزن اهل ایالات متحده آمریکا بود.
وی بیشتر به خاطر همکاریش با مارول کمیکس و دی‌سی کمیکس بخصوص برای خلق کاپیتان مارول و مرد آهنی شناخته می‌شود.